# Dawn Staley
Dawn Staley (Filadèlfia, Estats Units 1970) és una jugadora de bàsquet estatunidenca, ja retirada, guanyadora de tres medalles olímpiques d'or. Actualment exerceix d'entrenadora.

## Biografia
Va néixer el 4 de maig de 1970 a la ciutat de Filadèlfia, població situada a l'estat de Pennsilvània.

## Carrera esportiva
Va iniciar la seva carrera a la Universitat de Virgínia i posteriorment ha jugat en els Charlotte Sting (1999-2005) i Houston Comets (2005-2006). El maig de 2008 fou nomenada entrenadora de l'equip femení de la Universitat de Carolina del Sud.
Va participar, als 25 anys, en els Jocs Olímpics d'Estiu de 1996 realitzats a Atlanta (Estats Units), on va aconseguir guanyar la medalla d'or en la competició femenina de bàsquet al derrotar el Brasil. Posteriorment va aconseguir revalidar aquest metall en els Jocs Olímpics d'Estiu de 2000 realitzats a Sydney (Austràlia) i en els Jocs Olímpics d'Estiu de 2004 realitzats a Atenes (Grècia) al derrotar la selecció d'Austràlia i Rússia respectivament. En els Jocs Olímpics d'estiu de 2004 fou l'abanderada del seu país en la cerimònia inaugural dels Jocs.
Al llarg de la seva carrera ha aconseguit guanyar tres medalles en el Campionat del Món de bàsquet femení, entre elles dues d'or.